# Shūhei Akasaki
Shūhei Akasaki (jap. 赤﨑 秀平, Akasaki Shūhei; * 1. September 1991 in Ichiki-Kushikino, Präfektur Kagoshima) ist ein japanischer Fußballspieler. 

## Karriere
Shūhei Akasaki erlernte das Fußballspielen in der Schulmannschaft der East Saga High School sowie in der Universitätsmannschaft der Universität Tsukuba. Von der Universität wurde er von April 2013 bis Dezember 2013 an den Erstligisten Kashima Antlers ausgeliehen. 2014 wurde er von den Antlers fest verpflichtet. Kashima Antlers, ein Verein aus Kashima, spielte in der höchsten Liga des Landes, der J1 League. Mit den Antlers wurde er 2016 japanischer Fußballmeister. Ich gleichen Jahr gewann er mit dem Club den Kaiserpokal. Von März 2017 bis Januar 2018 wurde er nach Suita zum Ligakonkurrenten Gamba Osaka ausgeliehen. Für Gamba absolvierte er 14 Erstligaspiele. 2018 wechselte er zum ebenfalls in der ersten Liga spielenden Kawasaki Frontale nach Kawasaki. Im gleichen Jahr gewann er mit Kawasaki die Meisterschaft. Nagoya Grampus, ein Club aus Nagoya, lieh in die Saison 2019 aus. 21-mal stand er für Nagoya auf dem Spielfeld. 2020 verließ er Nagoya und schloss sich Vegalta Sendai aus Sendai an.

## Erfolge
Kashima Antlers
- J1 League: 2016
- Kaiserpokal: 2016

Kawasaki Frontale
- J1 League: 2018